# Lucie Randoin
Lucie Gabrielle Randoin, geborene Lucie Fandard (* 11. Mai 1885 in Bœurs-en-Othe, Frankreich; † 3. September 1960 in Paris, Frankreich) war eine französische Biologin. Sie war die erste Frau, die an der medizinischen Fakultät in Paris lehrte.

## Leben
Randoin war die Tochter von Arthur Fandard und Estelle Augustine Ernestine Gauvin. Sie besuchte die Ecole Normale Superieure in Paris, wo sie 1908 den Bachelor of Science und 1909 ein Graduate Diploma erwarb. Als zweite Frau nach Marie Thérèse Eugénie Robert erhielt sie 1911 die Agrégée de sciences naturelles, den Abschluss in Naturwissenschaften, ebenso wie Arthur Randoin, den sie am 28. Juli 1914 heiratete. Mit dem Stipendium studierte sie allgemeine Physiologie und Ernährungsphysiologie an der Universität Clermont-Auvergne bei dem Physiologen Albert Dastre. Während des Ersten Weltkrieges leitete sie auf freiwilliger Basis von Oktober 1914 bis Januar 1918 die praktische Arbeit am Physiologischen Labor der Sorbonne. Sie promovierte am 14. Mai 1918 in Naturwissenschaften an der Fakultät für Naturwissenschaften in Paris mit der Dissertation Sucre libre et sucre protéidique du sang.
Sie war vom 1. Januar 1918 bis zum 31. Oktober 1919 Ausbilderin am Physiologielabor der Sorbonne und wurde dann vom 1. Juli 1922 bis 1931 Direktorin des Physiologielabors am Nationalen Institut für agronomische Forschung im Dienst des Landwirtschaftsministeriums. Sie war die erste Frau, die an der Medizinischen Fakultät in Paris lehrte, und war Gründerin der Technischen Schule für Diätetik. Danach war sie bis 1953 Direktorin des Labors für Ernährungsphysiologie an der École pratique des hautes études (EPHE). Ab dem 1. Oktober 1953 war sie Direktorin des Labors für Ernährungsphysiologie am Centre national de la recherche scientifique (CNRS) und wurde nach ihrer Pensionierung zur ehrenamtlichen Generaldirektorin des CNRS ernannt.
Während des Zweiten Weltkriegs bewahrte sie von 1943 bis 1944 im Keller des Instituts für Militärhygiene Seren und Impfstoffe des Pasteur-Instituts auf, die für den Widerstand bestimmt waren. In einem Brief an den Direktor des CNRS vom Oktober 1944 erwähnte sie auch andere Widerstandshandlungen innerhalb ihrer Abteilung während der deutschen Besatzung. Das Labor für Ernährungsphysiologie beherbergte unter ihrer Leitung vorübergehend einen entflohenen Gefangenen sowie einige junge Männer, die sich dem Zwangsarbeitsdienst (STO) widersetzten.

## Forschung
Randoin gehörte zu den französischen Spezialistinnen für Ernährungsfragen, wobei sich ihre Arbeit hauptsächlich auf Vitamine und deren Rolle in der täglichen Ernährung konzentrierte. Sie entdeckte, dass die Vitamine B und C den Zuckerstoffwechsel beeinflussen können, was zu Untersuchungen über den Zusammenhang zwischen Alkoholismus und Mangelernährung führte. Sie interessierte neben der Forschung auch die praktische Anwendung ihrer Erkenntnisse, insbesondere in Zeiten der Einschränkungen während des Zweiten Weltkriegs.
Sie veröffentlichte 1932 in Zusammenarbeit mit Henri Simonnet das Buch Vitamine. Weitere überarbeitete und aktualisierte Ausgaben werden regelmäßig veröffentlicht. Die sechste Auflage erschien 1964. Sie veröffentlichte 1937 die erste Tabelle der Lebensmittelzusammensetzung. Die zweite Ausgabe wurde 1940 mit den Labormitarbeitern Pierre Le Gallic und Jean Causeret veröffentlicht. Die siebte Auflage erschien im Jahr 2000. Von 1910 bis 1957 veröffentlichte sie fast 500 wissenschaftliche Arbeiten und Notizen an wissenschaftliche Gesellschaften. Sie hatte viele Auftritte im Radio und in mehreren Fernsehsendungen.

## Mitgliedschaften und Wissenschaftsbotschafterin auf internationalen Konferenzen
Am 21. März 1931 wurde sie zum ordentlichen Mitglied der Société de Biologie gewählt, 1945 war sie Präsidentin der Société de Chimie biologiqu und Generalsekretärin der Société scientifique d’Hygiène alimentaire. Sie wurde als zweite Frau innerhalb der Sektion der freien Mitglieder am 21. Mai 1946 zum Mitglied der Académie de Médecine gewählt. Ab 1942 war sie Generalsekretärin der Société scientifique d’Hygiène alimentaire (Wissenschaftlichen Gesellschaft für Lebensmittelhygiene). Sie vertrat Frankreich 1931 und 1934 als französische Delegierte bei der Internationalen Konferenz zur Standardisierung von Vitaminen und nahm an wissenschaftlichen Kongressen sowohl in Frankreich als auch im Ausland teil: 1929 in Boston, 1932 in Rom, 1934 in Madrid, 1935 in Brüssel, 1936 in Constantza, 1950 in Basel, Bern und Lausanne, 1955 in Rom und 1955 in Lausanne.

## Auszeichnungen und Ehrungen (Auswahl)
- 1911: Stipendium für Naturwissenschaften
- 1930: Ritter des Ordre du Mérite agricole
- 1935: Ritter der französischen Ehrenlegion
- 1946: Mitglied der Akademie der Medizin
- 1948: Offizier der französischen Ehrenlegion
- 1956: Officer des Ordens für Verdienste um das Gesundheitswesen (Frankreich)
- 1957: Commander des Ordre des Palmes Académiques
- 1957: Offizier des Ordre du Mérite agricole
- Offizier des Gesundheitsverdiensts von Rumänien[4]
- 1958: Kommandeur der französischen Ehrenlegion
- Ein Lucie-Randoin-Preis wird jedes Jahr während der National Days of Dietetics and Nutrition verliehen.
- 2021 wurde eine Briefmarke mit dem Bild von Lucie Randoin vorgeschlagen

## Veröffentlichungen (Auswahl)
- mit H. Simonnet: Les vitamines. Paris: A. Colin, 1932.
- Table de composition des aliments mentionnant les teneurs moyennes en substances énergétiques, en éléments minéraux et en vitamines, les valeurs et le sens de l’équilibre acidité-alcalinité, les valeurs du rapport calcium/phosphore. Paris: Herman et Cie, 1937.